# Inteligencia colaborativa
La inteligencia conectiva es una forma de inteligencia emergente de la acción de muchos individuos que interactúan entre sí en el contexto de la cultura digital. En ella cada individuo actúa de manera autónoma desde su posición, participando en una red para crear algo o solucionar algún problema. Para describirla se han usado modelos de tipo biológico, aunque en los seres humanos las variables son muchas más y la complejidad mayor. La inteligencia colaborativa es una modalidad específica de un concepto más amplio, acuñado por lo que Pierre Lévy llamó en 1994 "inteligencia colectiva". Aunque la inteligencia colaborativa -al igual que la colectiva- ha existido con modalidades distintas desde que el ser humano apareció en la tierra, el salto que se ha dado en la cultura digital reclama una concepción distinta de este mismo fenómeno.
Derrick De Kerckhove aportó el concepto de inteligencia conectiva para subrayar el vínculo entre las personas y escapar a los peligros del colectivismo., pero no cambiaba sustancialmente la concepción dinámica de lo propuesto por Lévy.
El término se usó luego en 1999 para describir la conducta de un ecosistema empresarial inteligente, y más tarde se entendió como la capacidad de construir, contribuir y gestionar el poder en redes de personas no anónimas.

## Distinción respecto a la inteligencia colectiva
Cabe distinguir a la inteligencia colaborativa de la inteligencia colectiva, de la que representaría un caso particular. Así, en la inteligencia colectiva emergería un producto final a partir de las acciones de un grupo de personas que interactúan entre sí.
Ambos tipos de inteligencia se encuentran íntimamente relacionados con la denominada Web 2.0, en general, y, en particular con algunas aplicaciones y variaciones de esa filosofía y tecnología web, como Management 2.0, Marketing 2.0, E-learning 2.0 y Empresa 2.0. La Wikipedia representa el ejemplo paradigmático de la plasmación de la inteligencia colaborativa en el universo de la Web 2.0
Cuando la comunidad informática adoptó el término inteligencia colectiva y dio a este término una denotación técnica específica, con el tiempo distinguió entre la homogeneidad del anonimato en los sistemas de predicción de colectivos y la heterogeneidad no anónima en los sistemas de resolución de problemas en colaboración. Entonces el anonimato de la inteligencia colectiva se complementó con la inteligencia colaborativa , que incorpora la identidad individual y la visualización de las redes sociales como base de los ecosistemas para resolver problemas de la próxima generación , siguiendo el modelo de adaptación evolutiva en los ecosistemas de la naturaleza.

## Espontánea vs. organizada
La actividad colaborativa puede darse de modos variados y en grados diversos dentro de un continuo comprendido entre los siguientes extremos:
1. Siguiendo unos parámetros prefijados por el propio grupo para definir la actividad a desarrollar, tales como objetivos, tipo de participantes, roles, tiempos, recursos, etc.
2. Emergiendo espontáneamente de un contexto que posibilita las interacciones, sin un plan de acción particular.

En todos los casos la interacción se da en plataformas digitales que con frecuencia adquieren usos distintos a los que sus inventores preveían en un principio.

## Otras definiciones de inteligencia colaborativa
El concepto de inteligencia colaborativa está en desarrollo, por lo cual no se encuentra sólo una definición comúnmente aceptada. Las definiciones tienen en común entender que la inteligencia colaborativa está aplicada a la acción. Es un proceso que desemboca no en ideas, sino en acciones.
Una definición, propuesta por el http://icxci.com/ entiende la inteligencia colaborativa como una deliberación ordenada, facilitada por tecnologías sociales, que permite a un conjunto de personas crear un mejor conocimiento compartido y tomar decisiones, con mayores posibilidades de superar los retos y dificultades que plantean las distintas actividades humanas en un entorno cada vez más complejo y cambiante.

## Manifestaciones de la inteligencia colaborativa en la Web 2.0
Por otra parte, en ambos tipos de inteligencia existe una serie de matices claramente expresados a través del concepto Power Law of Participation de Ross Mayfield. Este autor sugiere la enumeración de una serie de actividades a través de las cuales se lograría la transición desde una inteligencia colectiva hacia una colaborativa, caracterizada por un mayor involucramiento. Tales actividades incluyen: leer, etiquetar contenido (taggear), comentar, suscribir, compartir, participar en redes sociales, escribir, refactorizar, escribir, colaborar y liderar.
La web 2.0 parece la última encarnación de la que ha sido la fantasía más común de la cibercultura, anticipada y anhelada en textos como 'Out of Control' de Kevin Kelly o 'Emergence' de Stephen Johnson. La idea de que la web acabará convirtiéndose en un sistema nervioso global, un cerebro en el que cada internauta constituye una neurona y que acabará generando algún tipo de inteligencia colectiva que produzca pensamientos e ideas por encima de las capacidades de cada una de sus pequeñas partes. Lo que está claro es que cada vez surgen más proyectos web en los que se empieza a deslumbrar esa inteligencia colectiva, como es el caso de la Wikipedia para el conocimiento.

## Tipo de productos de inteligencia colaborativa
La inteligencia colaborativa también puede clasificarse de acuerdo al grado y tipo de colaboración que los individuos produzcan sobre el producto final. En tal sentido, la colaboración puede darse a través de:
- un modo fusión, donde cada individuo aporta algo a un producto final y donde esa contribución queda fusionada (como el caso de la escritura colectiva de artículos en un sistema Wiki).
- un modo molecular, como en el caso de un libro escrito por varios autores, donde cada contribución conserva su entidad relativa dentro de la entidad mayor.
- un modo colección donde cada contribución aporta a un conjunto mayor que puede resultar abierto, tal como en los casos de YouTube, Flickr o sistemas de blogs como Blogger o Wordpress.
- un modo agregador, como el caso más simple de los comentarios a posts en blogs, o a artículos en sitios de noticias.

## Facilitadores de la inteligencia colaborativa
La inteligencia colaborativa es más propia de grupos de trabajo que de grandes masas de personas.
Por eso se facilita cuando existen:
- La adecuada definición del objetivo a conseguir o reto a superar
- La selección de los participantes adecuados en la deliberación
- Las herramientas digitales adecuadas para la deliberación
- Un propósito o meta bien definidos

Es necesario que las herramientas vayan más allá del compartir información: gestionen adecuadamente el conocimiento.